# Tetra-terc-butylmethan
Tetra-terc-butylmethan je hypotetický izomer heptadekanu, se vzorcem C17H36, obsahující čtyři terc-butylové skupiny navázané na jediný atom uhlíku.
Podle některých výpočtů tato sloučenina nemůže existovat kvůli silnému sterickému napětí mezi terc-butylovými skupinami, které z něj činí jeden z nejmenších, pravděpodobně vůbec nejmenší alkan neschopný existence.
Podle jiných výpočtů by mohl být stálý, pokud by se oslabily sterické efekty zvětšením délky vazeb na centrální uhlík na 166,1 pm — takové vazby by byly delší než obvyklé vazby C−C, ale stále kratší, než jaké jsou známy z některých jiných molekul.